# Model Carriage Company
Model Carriage Company war ein US-amerikanischer Hersteller von Fahrzeugen.

## Unternehmensgeschichte
Das Unternehmen hatte seinen Sitz in Houston in Texas. Paul Roffall war Manager. Hauptsächlich stellte es Kutschen her. Zwischen 1910 und 1912 entstanden auch einige Automobile. Der Markenname lautete Model.
Hinweise auf das Unternehmen finden sich zwischen dem 16. September 1900 und dem 12. Dezember 1917 in Zeitungen.
Es gab keine Verbindungen zur Model Gas Engine Works aus Indiana und zur Model Gas Engine Company aus Kalifornien. Beide Unternehmen vermarkteten gleichfalls Personenkraftwagen als Model.

## Kraftfahrzeuge
Hergestellt wurden Personenkraftwagen. Sie entstanden nach Kundenaufträgen.